# Cyclophiline D
La cyclophiline D est une protéine appartenant à la famille des cyclophilines ayant une activité de Peptidyl prolyl isomérase. Son gène est le PPID situé sur le chromosome 4 humain.

## Rôles
Comme les autres peptidyl prolyl isomérases, elle permet la transformation de certaines protéines de la forme trans à la forme cis, modulant leur activité.
Elle est exprimée dans toutes les cellules humaines au niveau des mitochondries où elle permet de réguler la perméabilité des pores de la paroi. Elle intervient également dans la régulation du cycle de Krebs, dans la dégradation des protéines et dans le métabolisme du pyruvate.
L'inhibition de la cyclophiline D pourrait être une cible pour le traitement de la maladie d'Alzheimer ou de la maladie de Parkinson.